# Marián Lapšanský

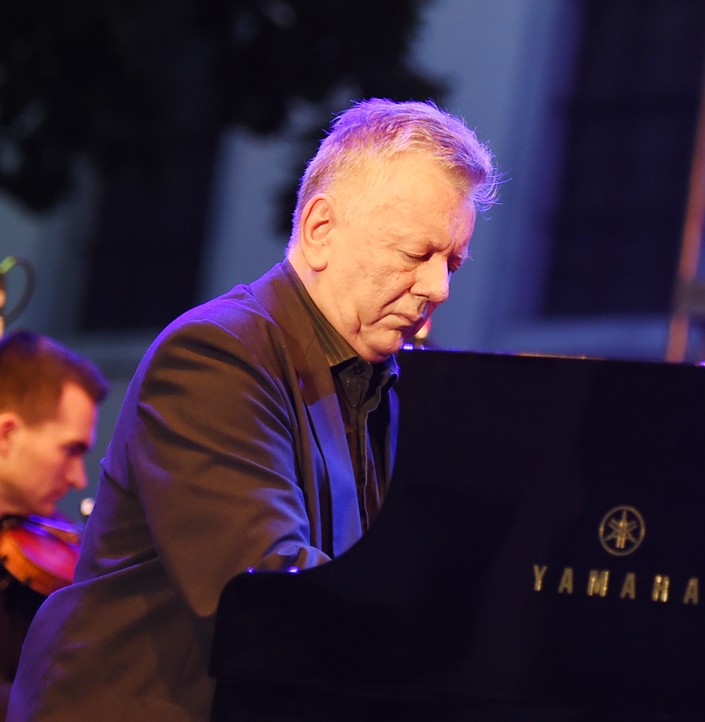
Marián Lapšanský

Marián Lapšanský (* 21. August 1947 in Tisovec) ist ein slowakischer Pianist.
Zu seinem Repertoire gehören Klavierwerke von Ludwig van Beethoven, Claude Debussy, Antonín Dvořák, Zdeněk Fibich, César Franck, Edvard Grieg, Leoš Janáček, Franz Liszt, Sergei Sergejewitsch Prokofjew, Sergei Wassiljewitsch Rachmaninow, Camille Saint-Saëns, Franz Schubert, Robert Schumann.